# レッドドッグ作戦
レッドドッグ作戦（レッドドッグさくせん、Operation Red Dog）とは、ドミニカ国にて計画されたクーデターのコードネームである。
クー・クラックス・クラン (KKK) を始めとする白人至上主義者によって雇用されたアメリカ人およびカナダ人の傭兵が立案し、その目的はパトリック・ジョン元首相の復権であった。首謀者はアメリカ人のKKK団員マイク・パーデュー (Mike Perdue) やカナダ人のネオナチ党員ヴォルフガング・ドルーガ、バルバドス人の武器商人シドニー・バーネット＝アレイン (Sydney Burnett-Alleyne) らであったとされる。
アメリカ合衆国・ルイジアナ州ニューオーリンズにて米連邦政府当局のエージェントによって摘発され、未遂に終わった。当時のマスコミはかつて失敗に終わったピッグス湾侵攻 (Bay of Pigs Invasion) になぞらえて、この事件をピッグス・バイユー事件 (Bayou of Pigs) と称した。
その後、パーデューを始めとする首謀者的立場にあった7名は中立法の違反を認め、その他2名も陪審員によって有罪と見なされ、3年間の懲役が言い渡された。

## 経緯
1981年4月27日、ドルーガやカナダ人のジェームズ・アレクサンダー・マククァター、後にウェブサイト『Stormfront』の管理者となるアメリカ人のドン・ブラックら9名はニューオーリンズにて船に各種銃火器（自動火器、小銃、拳銃など）や爆発物、そしてNSDAPの党旗を積み込もうとしていたところを連邦捜査官によって逮捕された。
計画では、彼らはチャーターしたボートでドミニカへ向かい、ジョン元首相と彼の率いる民兵団に合流する事になっていた。このクーデターはKKK古参団員のパーデューが提案したアイデアだった。彼は1979年にデヴィッド・デュークを通じてドルーガと出会った。同年夏、パーデューはグレナダの政府転覆と事業上のチャンスを得る為の計画を仲間たちに語った。この会議の後、ドルーガは資金や物資の調達を担当することが決定した。当初、デュークはカナダ人ドン・アンドリューズにもこの話を持ちかけていたが、何度かの会議の後にターゲットがドミニカ国に変更された折、彼はこの計画を降りている。KKK団員のアーニー・ポリーとロジャー・ダーマーは3,000USドルを支払い、予備偵察任務を帯びてドミニカ国を訪れている。カナダ人のネオナチ、マーティン・K・ワイケやヒューストン在住のアメリカ人ジェームズ・ホワイト、ミシシッピ在住のアメリカ人L・E・ジャクソンらがこの計画に資金を供給したとされる。
1981年2月、デュークが計画の為に雇用していた船長と船員が契約を破棄する。これを受けてパーデューは、地元でボート船長を務めていたベトナム帰りの元軍人マイケル・S・ハウエルに接近した。パーデューはハウエルに対し、「CIAの秘密任務の為にボートを貸してほしい」と持ちかけたが、これを不審に思ったハウエルはアルコール・タバコ・銃器局 (ATF) に通報した。4月25日、ジョン元首相がドミニカにて逮捕される。逮捕を知ったパーデューは仲間たちに対し、まもなく自分らの計画も白日のもとに晒される可能性が高く、そうなる前に作戦を実行すべきだと主張した。4月27日、パーデューは仲間らと合流し、荷物を積み込んだバンをマリーナへと向かわせた。しかし、この時合流したパーデューの仲間には既に3人のATFエージェントが紛れ込んでいたのである。マリーナではATFと協同した地元警察が待ち伏せており、彼らは全員逮捕された。
1984年、バルバドスの日刊紙『Nation Newspaper』は武器商人シドニー・バーネット＝アレインに対してインタビューを試みた。記者が「仮にこのグループがバルバドスに対して同様のクーデターを計画し、ジョンの首相就任を狙っていたとしたらどうか」と尋ねると、彼は次のように答えた。
「彼は首相になっていたかもしれないね、そんな事の為になら私はこの計画に関与しなかっただろうが。私はドミニカの国土の一部をバルバドスに組み込み、大規模な産業プロジェクトの舞台にしたかった。南アフリカに眠る数百万ドル相当の資源も、私の手にかかればそうしたプロジェクトに投入できたに違いない。ところがパトリック・ジョンは彼のやるべき事をやらなかったのだね。それ以上に腹立たしかったのは、彼がアメリカ人にドミニカの国土を切り売りしていることを知らされた時だ。その為に彼はカリブの歴史に重要人物として記される機会を失ったのだ。」
2008年8月、カナダ人ジャーナリスト、スチュワート・ベルがこの計画に関する書籍を出版した。